# Salvatore Sanzo
Salvatore Sanzo (* 26. listopadu 1975 Pisa, Itálie) je bývalý italský sportovní šermíř, který se specializoval na šerm fleretem.
Itálii reprezentoval v devadesátých letech a v prvním desetiletí jednadvacátého století. Na olympijských hrách startoval v roce 2000, 2004 a 2008 v soutěži jednotlivců a družstev. V soutěži jednotlivců získal na olympijských hrách stříbrnou (2004) a bronzovou (2008) olympijskou medaili. V roce 2001 a 2005 získal titul mistra světa v soutěži jednotlivců a v roce 1999 a 2000 získal titul mistra Evropy. S italským družstvem fleretistů vybojoval zlatou (2004) a bronzovou (2000) olympijskou medaili. V roce 2003 a 2008 vybojoval s družstvem titul mistrů světa a v roce 1999 a 2005 titul mistrů Evropy. V roce 2008 italské družstvo přišlo o prvenství na mistrovství Evropy kvůli pozitivnímu dopingovému nálezu krajana Andrea Baldiniho.